# Zuzana Kocúriková

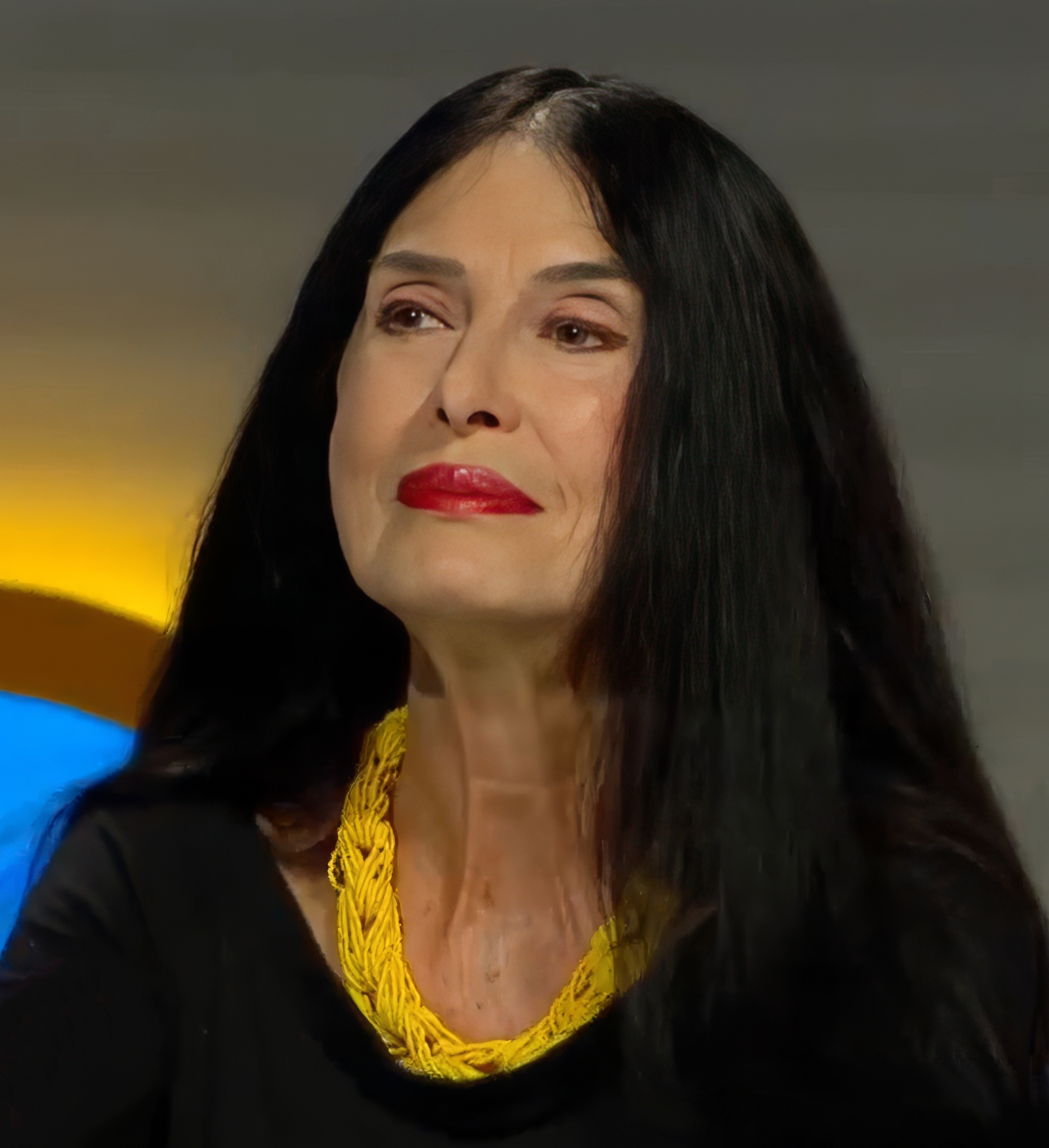
Zuzana Kocúriková (2020)

Zuzana Kocúriková (* 19. Dezember 1948 in Bratislava, Tschechoslowakei) ist eine slowakische Schauspielerin.

## Leben
Zuzana Kocúriková wurde 1948 in Bratislava geboren. Sie schloss 1971 ihr Studium an der Hochschule für Musische Künste Bratislava ab und wurde Mitglied des Slowakischen Nationaltheater.
1967 hatte Kocúriková in dem Film Zmluva s diablom ihren ersten Auftritt. 1976 hatte sie ihre erste wiederkehrende Rolle in der Miniserie Hurá na letný byt. 2010 bis 2014 hatte sie in 39 Folgen der Fernsehserie Panelák eine Rolle inne.
Sie ist mit dem Regisseur Peter Mikulik verheiratet und sie haben eine Tochter.

## Filmografie
- 1967: Zmluva s diablom
- 1968: Der Mann der lügt (L’Homme qui ment)
- 1968: Dialóg 20-40-60 (Dialog 20-40-60)
- 1969: Kolonie Lanfieri
- 1969: Karola (Fernsehfilm)
- 1970: Inferno (Fernsehfilm)
- 1970: 87. revír (Fernsehfilm)
- 1971: Páni sa zabávajú
- 1972: Katakomby (Fernsehfilm)
- 1972: Návraty
- 1972: Rozlúcka v júni (Fernsehfilm)
- 1972: Zbabelá (Fernsehfilm)
- 1972: Zabiják (Fernsehfilm)
- 1972: Orchester (Fernsehfilm)
- 1972: Krcmarsky kral (Fernsehfilm)
- 1973: Javor a Juliana (The Maple and Juliana)
- 1973: Teta z Paríza (Fernsehfilm)
- 1973: Dalej to ide ako po masle (Fernsehfilm)
- 1973: Cesta do Paríza (Fernsehfilm)
- 1973: Ako ostrihat manzela (Fernsehfilm)
- 1974: Eine verschüttete Quelle
- 1974: Osem zien (Fernsehfilm)
- 1974: Tag der Sonnenwende
- 1974: Príliv bude o dve hodiny (Fernsehfilm)
- 1974: Koho si vybral vrah (Fernsehfilm)
- 1975: V kazdom pocasí
- 1975: Ein Stern steigt auf (Hvězda padá vzhůru)
- 1976: Rodinný proces (Fernsehfilm)
- 1976: Die Braut mit den schönsten Augen (Nevěsta s nejkrásnějšíma očima)
- 1976: Jedna zena navyse (Fernsehfilm)
- 1976: Palette der Liebe
- 1976: Hurá na letný byt (Miniserie, 2 Folgen)
- 1977: Naladte srdcia svoje aj hlas (Fernsehfilm)
- 1977: Cervené víno I-II (Červené víno)
- 1977: Tapákovci (Fernsehfilm)
- 1977: Sedem krátkych rokov inziniera Hagaru (Fernsehserie)
- 1978: Ludská láska (Fernsehfilm)
- 1978: Die Schöne und das Ungeheuer (Panna a netvor)
- 1979: Der Mann, den man töten sollte (Čovjek koga treba ubiti)
- 1979: Prestrelené sklo (Fernsehfilm)
- 1979: Sto hodín do zatmenia (Fernsehfilm)
- 1980: Katedra etiky (Fernsehfilm)
- 1980: Príbeh na pobrezí La Ballena (Fernsehfilm)
- 1980: Ozvena piesne (Fernsehfilm)
- 1980: Hodina zazíhania sviec (Fernsehfilm)
- 1981: Jubelove deti (Fernsehfilm)
- 1981: Vo vyhni poludnia (Fernsehfilm)
- 1981: Obycajné rozmery (Fernsehfilm)
- 1981: Macbeth (Fernsehfilm)
- 1983: Der Salzprinz (Soľ nad zlato)
- 1983: Medzi nami (Fernsehfilm)
- 1984: Povstalecká história (Fernsehserie, 8 Folgen)
- 1984: Rozprávky pätnástich sestier (Fernsehserie)
- 1985: A ak zajtra umriem (Fernsehfilm)
- 1985: Zena z antisveta (Fernsehfilm)
- 1985: Ideálny manzel (Fernsehfilm)
- 1986: Safari (Fernsehserie, 13 Folgen)
- 1987: Claire Berolina (Fernsehfilm)
- 1987: Manzelstvo na skúsku (Fernsehfilm)
- 1988: Smrt s fotografiou (Fernsehfilm)
- 1988: Synovec strýkom (Fernsehfilm)
- 1988: Dirigent (Fernsehfilm)
- 1989: Nádej má farbu belasú (Fernsehfilm)
- 1989: Inzerát na sny (Fernsehfilm)
- 1989: Divoka srdce
- 1990: Martha und ich (Marta a já)
- 1990: Studna mladosti (Fernsehfilm)
- 1990: Co dievcatká nevedia (Fernsehfilm)
- 1991: Variácie slávy (Fernsehfilm)
- 1991: Simon a Clotilde (Fernsehfilm)
- 1991: Safari za kuchynou (Fernsehserie)
- 1992: Stúrovci (Fernsehserie, 4 Folgen)
- 1992: Macka domáca (Fernsehfilm)
- 1992: Cerveny cigán
- 1993: Des héros ordinaires (Fernsehserie, eine Folge)
- 1994: Pevnost
- 1994: Sen o krásné panne (Fernsehfilm)
- 1994: Muzikál (Fernsehfilm)
- 1996: Stockinger (Fernsehserie, Folge 1x04)
- 1997: Návraty z neskutocna (Fernsehfilm)
- 2002: Volnomyslienkár (Fernsehfilm)
- 2002: Na konci hry (Fernsehfilm)
- 2005: Sametoví vrazi
- 2005: Medzi nami (Fernsehserie)
- 2007: Ordinácia v ruzovej záhrade (Ordinácia v ružovej záhrade, Fernsehserie)
- 2009: Nebo, peklo… zem
- 2010–2014: Panelák (Fernsehserie, 39 Folgen)
- 2011: Expozitura (Fernsehserie, 6 Folgen)
- 2011: Vystrel navyse (Fernsehfilm)
- 2012: Horúca krv (Fernsehserie)
- 2014: Vdova (Fernsehserie)
- 2016: Atletiko Cvernofka (Fernsehserie)
- 2018: Semafor (Fernsehserie)
- 2019: Susedia (Fernsehserie, 7 Folgen)
- 2020: Antigona (Fernsehfilm)